# Euperilampus luteicrus
Euperilampus luteicrus är en stekelart som beskrevs av Darling 1983. Euperilampus luteicrus ingår i släktet Euperilampus och familjen gropglanssteklar. Inga underarter finns listade i Catalogue of Life.